# 디날리산
디날리(영어: Denali) 또는 매킨리산(Mount McKinley)는 미국 알래스카주의 산이다. 높이는 6,194 m로이며, 북아메리카에서 가장 높은 봉우리이다. 알래스카 코르딜레라 산계의 북쪽 끝에 있고 디날리 국립공원의 중심지이다.

## 역사와 명칭
코유콘들은 ‘디날리(Denali)’로 부르고 있었다. 1896년에 금 채굴업자가 당시 미국 대통령 지명자 윌리엄 매킨리의 이름을 따서 ‘매킨리산’이라는 이름을 붙였다.
1913년에 최초의 등반이 이루어졌다.
2015년 8월 오바마 대통령은 기후변화에 대한 북극회의 참석을 위해 알래스카를 방문해 알래스카 원주민의 오랜 청원을 받아들여 산의 이름을 ‘디날리’로 바꿨다. 2025년 1월 20일, 도널드 트럼프 대통령의 취임 이후 발표된 행정명령에 의해 미국 연방정부가 명칭을 ‘매킨리산’으로 되돌렸다.

## 같이 보기
- 일반 주제 : 칠대륙 최고봉
- 미국 본토에서 가장 높은 산 : 휘트니산

## 참고 문헌
- 이 문서에는 다음커뮤니케이션(현 카카오)에서 GFDL 또는 CC-SA 라이선스로 배포한 글로벌 세계대백과사전의 "미국" 항목을 기초로 작성된 글이 포함되어 있습니다.